# Guardian's Crusade
Guardian's Crusade, conosciuto in Giappone come Knight & Baby (ナイトアンドベイビー?, Naito ando Beibī), è un videogioco sviluppato e pubblicato da Tamsoft per PlayStation nel 1998, mentre per il mercato nordamericano ed europeo fu commercializzato nel 1999 da Activision. Il gameplay è quello di un videogioco di ruolo a turni, con incontri non casuali.

## Trama
Tutto inizia un giorno quando Orlando e Nehani, la sua fata, vengono mandati a Santa Clara per consegnare una lettera al sindaco. Durante il viaggio di ritorno i due protagonisti incontrano uno strano animale, che a primo impatto sembra essere un maiale; dopo l'incontro, dal cielo scende del fumo bianco e un misterioso uomo dice a Orlando e Nehani che questo cucciolo deve essere portato da sua madre alla Torre Divina. Così incomincia l'avventura dei tre amici. 
Durante questo lungo viaggio il gruppo deve combattere molti mostri, i principali sono Karmine, capo della setta di Artema, e Xizan, antico mostro già sconfitto da un leggendario guerriero di nome Darwin. Durante le varie avventure il gruppo viene aiutato da Kalkanor e Ramal con Gwinladin (che in seguito si rivelerà l'aiutante di Karmine, infiltrato per rubare le pietre magiche per risvegliare Xizan) e da Darkbeat con sua sorella Ibkee che da piccola fu trasformata da Karmine in un mostro e solo uccidendolo tornerà normale.

## Modalità di gioco
Il gioco è realizzato da un sistema che permette ai giocatori di scegliere se impegnarsi in battaglie o girare liberamente per il mondo. In ogni momento del gioco viene sfruttato lo stesso motore grafico, che riproduce il sopramondo e le città, anche durante l'azione del volo. I nemici sul sopramondo e nei sotterranei vengono rappresentati da tre tipi diversi di fantasmi, che vagano nel paesaggio e danno la caccia al giocatore. Il diverso aspetto dei fantasmi dipende dal loro livello rispetto a quello del protagonista:
- I fantasmi occhi rossi, di colore bianco grigiastro, rappresentano  mostri di livello molto superiore a quello del giocatore.
- I fantasmi occhi verdi, di colore rosa, rappresentano mostri di livello di poco superiore o equiparabile a quello del giocatore.
- I fantasmi occhi blu, di colore bianco, molto più piccoli dei precedenti, rappresentano mostri di livello inferiore a quello del giocatore.

I fantasmi dagli occhi blu scappano dal giocatore, a differenza degli altri che lo inseguono. I combattimenti con questi ultimi si possono anche evitare, in genere rifugiandosi in una città, all'inizio della quale essi smettono di inseguire, oppure aggirando un albero, un sasso, o qualsiasi altro ostacolo, in modo da bloccarli vicino all'oggetto in questione.

## Giocattoli animati
Nella città di Kell, a Orlando vengono donati alcuni giocattoli animati, veri e propri giocattoli a molla che combattono fianco a fianco con il gruppo durante le battaglie. I giocattoli animati sono stati inventati da Zeppetto e sono sparsi in tutto il mondo. Orlando durante il suo viaggio ne troverà moltissimi. Ogni giocattolo animato ha un potere o un'abilità che usa durante la battaglia, e anche fuori per alcuni.
Ci sono diversi tipi di giocattoli animati:
- Aggressori: Usano i loro poteri per attaccare e togliere punti vita al nemico.
- Aiutanti: Usano i loro poteri o le loro abilità per aumentare le prestazioni di Orlando e Baby. Molti a indebolire il nemico: avvelenandolo, addormentandolo, congelandolo o paralizzandolo.
- Curatori: Usano il loro potere per curare Orlando e Baby, alcuni curano tutti e due i personaggi, alcuni solo uno.
- Altri: Alcuni Giocattoli Animati possono essere usati sia fuori che all'interno delle battaglie, hanno una particolare abilità che può aiutare durante l'avventura.
- Continui: Alcuni Giocattoli Animati stanno stabilmente in battaglia dal momento dell'evocazione. Possono essere evocati una volta.
- Uso multiplo: Molti Giocattoli Animati possono essere evocati più di una volta durante la battaglia. Tutti quelli di tipo Curatore.
- Uso singolo: Molti Giocattoli Animati possono essere evocati solo una volta. Prevalentemente quelli di tipo Aiutante.

## Personaggi principali
- Orlando (Knight nella versione giapponese): È l'unico personaggio completamente giocabile. Anche se è molto giovane è un ottimo combattente, fin dall'inizio ha una spada e uno scudo, durante il viaggio trova molti armamenti per migliorare le prestazioni. Solo lui può evocare i Giocattoli Animati.

- Nehani: È la fata trovata da Orlando qualche tempo prima che l'avventura abbia inizio, da allora non si è più separa da lui. Durante il gioco è lei che dialoga con gli altri personaggi, per qualche strano motivo Orlando non parla mai. Durante la battaglia normale interviene solo ogni tanto, attaccando con qualche schiaffo il nemico, mentre quando la situazione si fa critica, usa più volte la sua polvere magica per curare sia Orlando che Baby.

- Baby: È il drago rosa trovato da Orlando e Nehani vicino a Orgo. Ha molti poteri: può volare, trasformarsi in altri nemici e usare i loro poteri, cambiare forma e diventare un guanto o una spada, può curare sia sé stesso che Orlando e fare altre cose. Ha uno zaino tutto suo per portare gli oggetti in eccesso nello zaino di Orlando. Muore due volte durante il gioco, una volta ucciso da Karmine, ma fatto resuscitare da sua madre Celestia e la seconda con Orlando per opera di Xizan, ma Nehani riesce a curarli usando l'anello di Salomone e rinunciando ai suoi poteri e diventando umana. È lui che trasformandosi in un drago e usando un particolare potere riesce a intrappolare per la seconda volta Xizan, anche se per poco.

## Personaggi secondari
- Kalkanor: È un nobile e potente guerriero che vuole salvare il mondo dal male. Riesce a recuperare tutte le pietre magiche per evitare che Karmine le usi per evocare Xizan, ma Gwinladin le ruba, aiutando Karmine a rievocare Xizan. Porta sempre una potente corazza e una lunga spada. Fa sempre coppia con Ramal, vive nella reggia del Re a Trisken.

- Ramal: È una giovane maga, anche lei come Kalkanor vuole salvare il mondo. Viene uccisa una volta insieme a Kalkanor da Gwinladin, anche se è molto potente viene sconfitta, entrambi vengono salvati da Arwin. Durante le battaglie usa sempre incantesimi, indossa un vestito blu e viola e ha sempre con sé il suo bastone magico.

- Karmine: È il capo della setta di Artema, creata per riportare in vita Xizan, insieme ai suoi seguaci inganna gli abitanti di molte città a farne parte per usare la loro energia per rievocare Xizan. È il secondo personaggio malvagio più potente. Xizan lo salva dopo la battaglia con Orlando ma diventa un centauro. Ha trasformato Ibkee in un mostro perché Darkbeat aveva smesso di lavorare per lui. Viene sconfitto definitivamente alla fine del gioco da Darkbeat e Ibkee.

- Xizan: È il mostro più potente del gioco, molti anni fa è stato imprigionato dal guerriero Darwin con l'aiuto di alcuni mostri molto potenti. Viene risvegliato da Karmine, è un mostro molto grande, ha un solo occhio e quattro lunghi tentacoli, ha molti poteri. Viene imprigionato per poco tempo da Baby, quindi prende la sua seconda forma, con questa uccide Baby e Orlando, ma viene sconfitto da Nehani, che salva anche i due eroi, invece nella sua terza viene eliminato definitivamente.

- Gwinladin: È l'aiutante di Karmine, si è infiltrato nella reggia del Re a Trisken e ha ingannato Kalkanor e Ramal per riportare le pietre magiche a Karmine. Assume l'aspetto di un vecchio mago per non far insospettire le altre persone, ma in realtà si rivela un potente mostro, uccide Kalkanor e Ramal, che successivamente vengono salvati, ma viene sconfitto da Orlando e Baby.

- Darkbeat: Come Orlando è un giovane guerriero, incontra Orlando, Baby e Nehani a Isten. Lavorava per conto di Karmine ma quando ha capito che voleva conquistare il mondo e far prevalere il male, decide di fuggire, ma è costretto a riaffrontarlo alcune volte durante il gioco, vuole vendetta per la sorella Ibkee trasformata in un mostro da Karmine, solo uccidendolo l'incantesimo si può rompere, quindi più volte cerca di ucciderlo, ma una volta viene ferito gravemente. Si crede l'eletto, ma la Corazza Sacra non è della sua misura, infatti l'eletto è Orlando. All'inizio c'è una situazione di conflitto tra i due, ma andando avanti con il gioco diventano buoni amici.

- Ibkee: È la sorella di Darkbeat, trasformata in un mostro da Karmine, è molto potente, anche lei ha molti poteri, come Baby può volare. È molto attaccata a suo fratello Darkbeat, è sempre insieme a lui, alla fine i due riescono a sconfiggere Karmine per sempre e torna ad essere una ragazzina.

## Le diverse versioni
Molte differenze si verificano tra la versione giapponese e quella nordamericana del gioco, principalmente nelle intro e schermate dei titoli, tra cui musica diversa per il video di apertura. Una rimozione rilevante è quella di un giocattolo animato chiamato "Rust Bucket". Questi cambiamenti non sono presenti nella versione europea.